# Costa Rica nos Jogos Olímpicos de Verão de 1964
A Costa Rica competiu nos Jogos Olímpicos de Verão de 1964, realizados em Tóquio, Japão.